# كأس بلغاريا 2014–15
كأس بلغاريا 2014–15 (بالبلغارية: Купа на България по футбол 2014/15)‏ هو الموسم 93 من كأس بلغاريا. أقيم خلال الفترة 23 سبتمبر 2014 وحتى 30 مايو 2015، وأشرف على تنظيمه اتحاد بلغاريا لكرة القدم، وكان عدد الأندية المشاركة فيه 32، وفاز فيه نادي تشيرنو مور فارنا.